# Зиновій Наволок
Зиновій Наволок (рос. Зиновий Наволок) — присілок у Подпорозькому районі Ленінградської області Російської Федерації.
Населення становить 11 осіб. Належить до муніципального утворення Вінницьке сільське поселення.

## Історія
Згідно із законом від 1 вересня 2004 року № 51-оз належить до муніципального утворення Вінницьке сільське поселення.

## Населення
| 1910 | 1997 | 2007 | 2010 |
| ---- | ---- | ---- | ---- |
| 31   | ↘13  | ↗21  | ↘11  |